# Yang Nam
Yang Nam là một xã thuộc huyện Kông Chro, tỉnh Gia Lai, Việt Nam.
Xã Yang Nam có diện tích 133,66 km², dân số năm 2006 là 3.507 người, mật độ dân số đạt 26 người/km².
Xã Yang Nam gồm các làng: Glung, Hlang, Rơng Tnia, Tpông, Vơn và Ya Ma - Hoà Bình.